# Нёттерёй
Нёттерёй (норв. Nøtterøy) — коммуна в губернии Вестфолл в Норвегии. Административный центр коммуны — город Боргхейм. Официальный язык коммуны — букмол. Население коммуны на 2007 год составляло 20 410 чел. Площадь коммуны Нёттерёй — 60,54 км², код-идентификатор — 0722.

## История населения коммуны
Население коммуны за последние 60 лет.

Статистика коммуны Нёттерёй